# Carolin Hübner
Carolin Franka Hübner (* 5. Juni 2004) ist eine deutsche Handballspielerin auf der Position im linken Rückraum. In der Disziplin Beachhandball ist sie als Pivot (Linienspielerin) deutsche Nationalspielerin und gewann mit der Mannschaft den Titel bei den World Games 2022.

## Hallenhandball
Carolin Hübner erlernte das Handballspielen beim TSV Allach 09. Sie spielte ab 2019 für den Drittligisten HSG Würm-Mitte, zunächst mit einem Zweitspielrecht für den SC Unterpfaffenhofen-Germering. In der Saison 2021/22 war sie beste Torschützin ihrer Mannschaft. Seit der Saison 2023/24 steht sie beim Zweitligisten ESV 1927 Regensburg unter Vertrag. Im Sommer 2025 wird sie zum Bundesligisten TuS Metzingen wechseln.

## Beachhandball

### Nachwuchs-Nationalmannschaft
Hübner wurde erstmals 2021 (U 17) für die Junioren-Europameisterschaften in Warna, Bulgarien, in das Aufgebot der deutschen Nachwuchs-Nationalmannschaft berufen. Wie auch bei den drei vorangegangenen Nachwuchs-Europameisterschaften erreichten die neu zusammen gestellten deutschen Mädchen das Halbfinale, scheiterten hier aber an der Vertretung der Niederlande wie auch beim Spiel um die Bronzemedaille an Spanien. Für Hübner selbst, die alle acht Spiele bestritt, waren die Meisterschaften indes erfolgreich, sie erzielte mit 91 Punkten die meisten der deutschen Mannschaft und hinter Dorottya Zentai und Malena Díaz Coppens die drittmeisten aller Spielerinnen des Turniers.
Bei den durch die COVID-19-Pandemie eingeschränkten Deutschen Meisterschaften 2021 trat sie mit der Nachwuchs-Nationalmannschaft mit einer Wildcard an. Hier dominierte das Team seine Vorrundengruppe, schied dann aber im Viertelfinale gegen die erfahrene Mannschaft der CAIPIranhas Erlangen aus.
Für den DHB nicht so erfolgreich wie erhofft verliefen die Junioren-Weltmeisterschaften 2022 (U 18) in Iraklio auf Kreta. Nach Siegen über Rumänien und Frankreich gab es im letzten Vorrundenspiel eine Niederlage gegen Argentinien. Als Gruppenzweite gelang dennoch der sichere Einzug in die Hauptrunde, wo die griechischen Gastgeberinnen, die Niederlande und Puerto Rico besiegt wurden. Als Gruppenerste zogen die deutschen Mädchen in das Viertelfinale, unterlagen dort aber den Polinnen im Shootout. Auch das folgende Platzierungsspiel gegen die Argentinierinnen wurde erneut verloren, während das abschließende Spiel um Rang sieben gegen Brasilien siegreich gestaltet wurde. Auch die beiden Platzierungsspiele wurden erst im Shootout entschieden. Abgesehen vom Spiel gegen die Niederlande traf Hübner in allen Spielen im zweistelligen Bereich und war in fünf der neun Spiele beste, in drei weiteren Spielen zweitbeste deutsche Torschützin und traf zu insgesamt 116 Punkten. Als einzige deutsche Spielerin wurde sie als beste Pivot in das All-Star-Team des Turniers gewählt.

### A-Nationalmannschaft
Im Anschluss an die Nachwuchs-Weltmeisterschaften fanden unmittelbar und an selber die Weltmeisterschaften 2022 statt, bei denen den deutsche Nationalmannschaft nach dem EM-Titel aus dem Vorjahr auch in überragender Weise den WM-Titel gewann. Schon eine Woche danach stand mit dem ersten Turnier der neu ins Leben gerufenen Global Tour in Polen ein weiteres Turnier für die Nationalmannschaft an. Nationaltrainer Alexander Novakovic berief hierfür nur Spielerinnen, die nicht an der WM teilgenommen hatten, die sich ihrerseits aber mit einer guten Leistung noch für die wiederum nur eine weitere Woche danach stattfindenden World Games empfehlen konnten. Hübner gehörte zu diesen für das Turnier berufenen Spielerinnen, einer Mischung aus erfahreneren und Nachwuchs-Spielerinnen. Deutschland belegte am Ende nach einer Finalniederlage gegen den Endspielgegner bei der WM, Spanien, der nahezu in unveränderter Form angetreten war, den zweiten Rang. Als einzige Spielerin des Global-Tour-Kaders konnte sich Hübner für das World-Games-Team empfehlen und ersetzte Welt- und Europameisterin Sarah Irmler. Trainer Novakovic erhoffte sich dadurch mehr Flexibilität in der Offensive, ging damit aber auch das kalkulierte Risiko ein, mit Michelle Schäfer nur noch einen Specialist in der Mannschaft zu haben.
Erwartungsgemäß hatte Hübner als jüngste und unerfahrenste Spielerin der Mannschaft vergleichsweise wenig Spielanteile, die Rolle der zentralen Angreiferin wurde zumeist von Isabel Kattner eingenommen. Dennoch gehörte Hübner bei allen Spielen zum Aufgebot. Beim Auftakt der Gruppenspiele gegen Mexiko steuerte sie zwei Punkte zum Sieg bei, ebenso gegen Australien. Im Halbfinale gegen die Vereinigten Staaten traf sie sogar zu vier Punkten. Nach einem Finalkrimi gegen Norwegen stand der erstmalige Gewinn eines Titels im Beachhandball für Deutschland bei den World Games, nachdem 2001 bei der bislang einzigen Finalteilnahme der Ukraine unterlegen wurde. Nach dem Gewinn der Goldmedaille wurden die beteiligten Spielerinnen durch Bundespräsident Frank-Walter Steinmeier im Schloss Bellevue mit dem Silbernen Lorbeerblatt ausgezeichnet.

### Vereinsebene
Im Beachhandball tritt Hübner für die Brüder Ismaning an. 2022 wurde sie mit den Brüdern Dritte bei den Deutschen Meisterschaften und gewann die German-Beach-Open-Serie 2022.

## Erfolge
| Nationalmannschaft World Games - 2022: 1. IHF Beach Handball Global Tour - 2022: 2. Junioren-Weltmeisterschaften - 2022: 7. Junioren-Europameisterschaften - 2021: 4. | Verein EHF Beach Handball Champions Cup - 2018: 10. - 2022: 6. Deutsche Meisterschaften - 2022: 3. |

## Belege und Anmerkungen
1. ↑  World Games: Deutsche Beachhandballerinnen schreiben Geschichte. Abgerufen am 29. November 2022.
2. 1 2  Erster Neuzugang: ESV Regensburg verpflichtet 18-jährige Rückraumspielerin. Abgerufen am 14. März 2023.
3. ↑  Carolin Hübner | SCUG Handball. Abgerufen am 30. November 2022.
4. ↑  Hunsrück HSG erwartet Team aus der Nähe von München, die HSG Würm-Mitte | HSG Hunsrück. Abgerufen am 30. November 2022.
5. ↑  TuS Metzingen verpflichtet Beachhandball-Weltmeisterin. Abgerufen am 11. März 2025 (deutsch).
6. ↑  European Handball Federation - 2021 Women's Ech Beach Handball 17 / Final Tournament. Abgerufen am 30. November 2022 (englisch).
7. ↑  IHF | Player Details. Abgerufen am 30. November 2022.
8. ↑  handball-world: "Wir sind mental bereit und topfit": Carolin Hübner vor dem WM-Viertelfinale im Interview. Abgerufen am 30. November 2022.
9. ↑  IHF | Competition Home Page. Abgerufen am 30. November 2022.
10. ↑  Stefan Galler: Beachhandball: Legendenstatus nach dem Durchmarsch. Abgerufen am 12. Juli 2022.
Frank Heike, Hamburg: Handballstar Lucie Kretzschmar: „Der Beachhandball besticht durch Charme“. In: FAZ.NET. ISSN 0174-4909 (faz.net [abgerufen am 12. Juli 2022]).
sportschau.de: Beach-Handball: Meilenstein: Beach-Handballerinnen holen erstes WM-Gold. Abgerufen am 12. Juli 2022.
11. ↑  HSG-Talent fliegt zu den World Games. Abgerufen am 30. November 2022.
12. ↑  Viertes Finale in zwölf Monaten: Beachhandballerinnen vor Krönung bei World Games. Abgerufen am 17. Juli 2022 (deutsch).
13. ↑  Beachhandballerinnen mit Silbernem Lorbeerblatt ausgezeichnet. Abgerufen am 30. November 2022.
14. ↑  handball-world: Mit Kaderliste und Foto: Diese zehn Frauen-Teams nehmen an der Deutschen Meisterschaft im Beachhandball teil. Abgerufen am 30. November 2022.

| Personendaten    | Personendaten                               |
| ---------------- | ------------------------------------------- |
| NAME             | Hübner, Carolin                             |
| ALTERNATIVNAMEN  | Hübner, Carolin Franka (vollständiger Name) |
| KURZBESCHREIBUNG | deutsche Handballspielerin                  |
| GEBURTSDATUM     | 5. Juni 2004                                |